# Yasin Trabelsi
Yasin Trabelsi (Túnez, 12 de julio de 1990) es un deportista tunecino que compite en taekwondo.
Ganó una medalla en el Campeonato Mundial de Taekwondo de 2013, y tres medallas en el Campeonato Africano de Taekwondo entre los años 2010 y 2016. En los Juegos Panafricanos consiguió dos medallas, en los años 2011 y 2015.

## Palmarés internacional
| Campeonato Mundial  | Campeonato Mundial                | Campeonato Mundial | Campeonato Mundial |
| Año                 | Lugar                             | Medalla            | Categoría          |
| ------------------- | --------------------------------- | ------------------ | ------------------ |
| 2013                | Puebla (México)                   | Medalla de bronce  | –87 kg             |
| Juegos Panafricanos |                                   |                    |                    |
| Año                 | Lugar                             | Medalla            | Categoría          |
| 2011                | Maputo (Mozambique)               | Medalla de plata   | –80 kg             |
| 2015                | Brazzaville (República del Congo) | Medalla de oro     | –87 kg             |
| Campeonato Africano |                                   |                    |                    |
| Año                 | Lugar                             | Medalla            | Categoría          |
| 2010                | Trípoli (Libia)                   | Medalla de bronce  | –80 kg             |
| 2014                | Túnez (Túnez)                     | Medalla de plata   | –87 kg             |
| 2016                | Puerto Saíd (Egipto)              | Medalla de oro     | –87 kg             |